# Rue Victor-Schœlcher
La rue Victor-Schœlcher est une voie située dans le quartier du Montparnasse du 14e arrondissement de Paris, en France.

## Situation et accès
Cette rue, d'une longueur de près de 200 mètres et d'une largeur de 13 mètres relie le boulevard Raspail à la rue Froidevaux dans le 14e arrondissement de Paris ; elle longe le flanc oriental du cimetière du Montparnasse et de ce fait possède très peu de numéros pairs. Elle est également caractérisée par un bâti récent, postérieur pour l'essentiel au début du XXe siècle.
Le quartier est desservi par les lignes 4 et 6, à la station Denfert-Rochereau et par la ligne B du RER à la gare de Denfert-Rochereau.

## Origine du nom

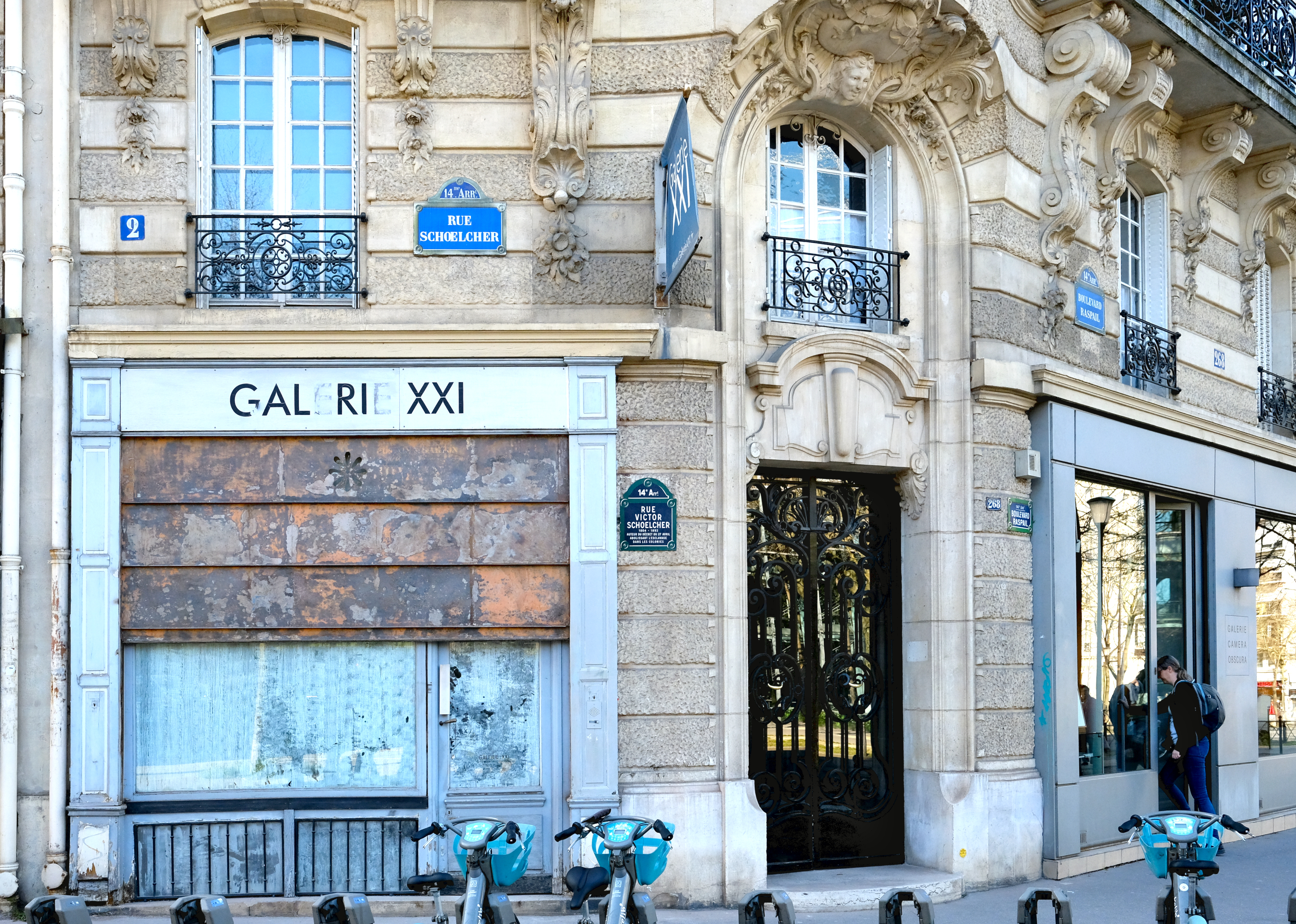
Plaques ancienne (rue Schoelcher) et actuelle (rue Victor-Schœlcher).

Elle porte le nom du journaliste et homme politique, Victor Schœlcher (1804-1893), qui fut le défenseur de l'abolition définitive de l'esclavage en 1848.

## Historique
Cette voie a été ouverte par la ville de Paris sur des terrains détachés du cimetière du Sud. 
Après avoir été alignée par décret du 14 septembre 1892, elle a reçu par un arrêté du 4 juillet 2000 sa dénomination actuelle.

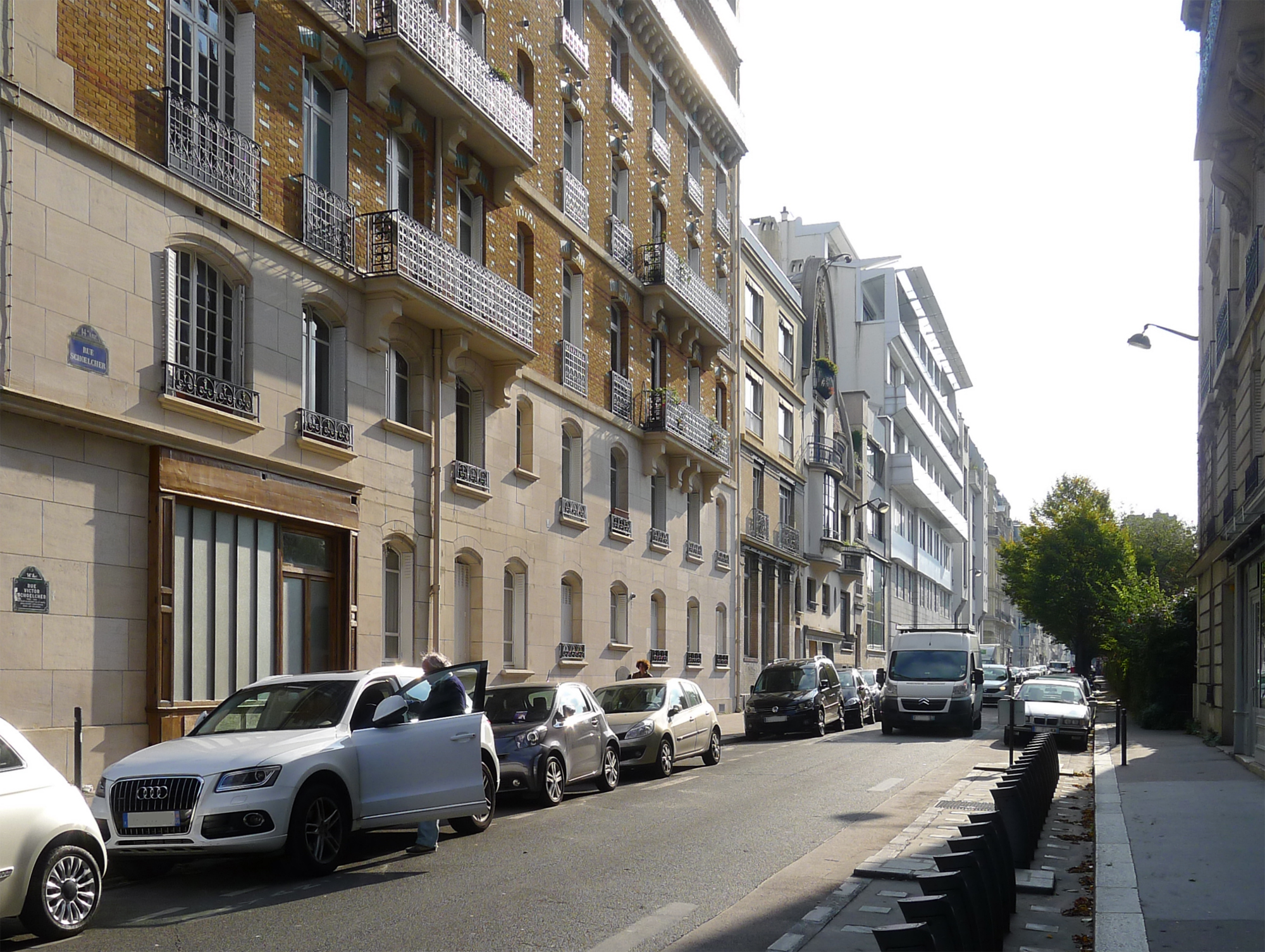
Quelques exemples de bâtiments.
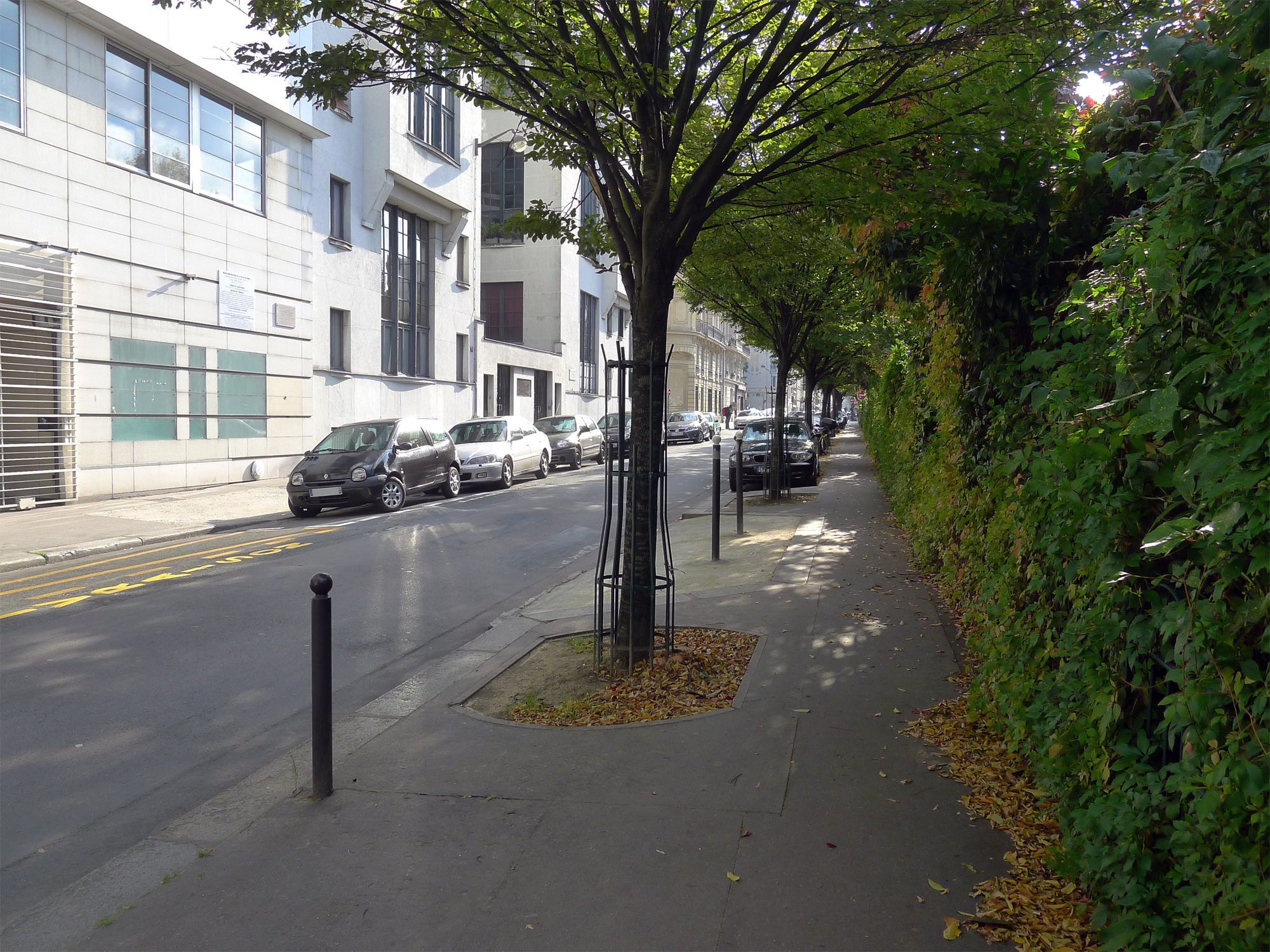
La rue longe le flanc oriental du cimetière du Montparnasse.

## Bâtiments remarquables et lieux de mémoire
La rue borde le flanc oriental du cimetière du Montparnasse.
- No 3 : ancien domicile[Quand ?] du peintre Roger Reboussin et du sculpteur André de Chastenet de la Ferrière.[réf. nécessaire]
- No 5 : maison-atelier (1912-1914) de l'architecte-décorateur Paul Follot (1877-1942) construite sur ses plans pour lui-même ; l'immeuble est classé monument historique depuis 2000[1]. Institut Giacometti depuis 2018[2],[3].
- No  5 bis : de 1913 à 1916, Pablo Picasso (1881-1973) habite en ces lieux avec Eva Gouel[4] (1885-1915).
- No  9 : PC du colonel Rol-Tanguy, les 19 et 20 août 1944, premiers jours de l'insurrection parisienne.
- Nos 11 et 11 bis (et 12, rue Victor-Considérant) : immeuble mixte de logements-ateliers d'artistes de l'entre-deux-guerres[5] dont l'un est occupé, de 1947 à 1957, par le peintre Pierre Soulages (1919-2022). L'écrivaine et philosophe Simone de Beauvoir (1908-1986) vit à cette adresse, de 1955 à sa mort[6], notamment avec Claude Lanzmann[7] (1925-2018). L'immeuble est classé monument historique[8]. Une plaque commémorative rend hommage à la philosophe.

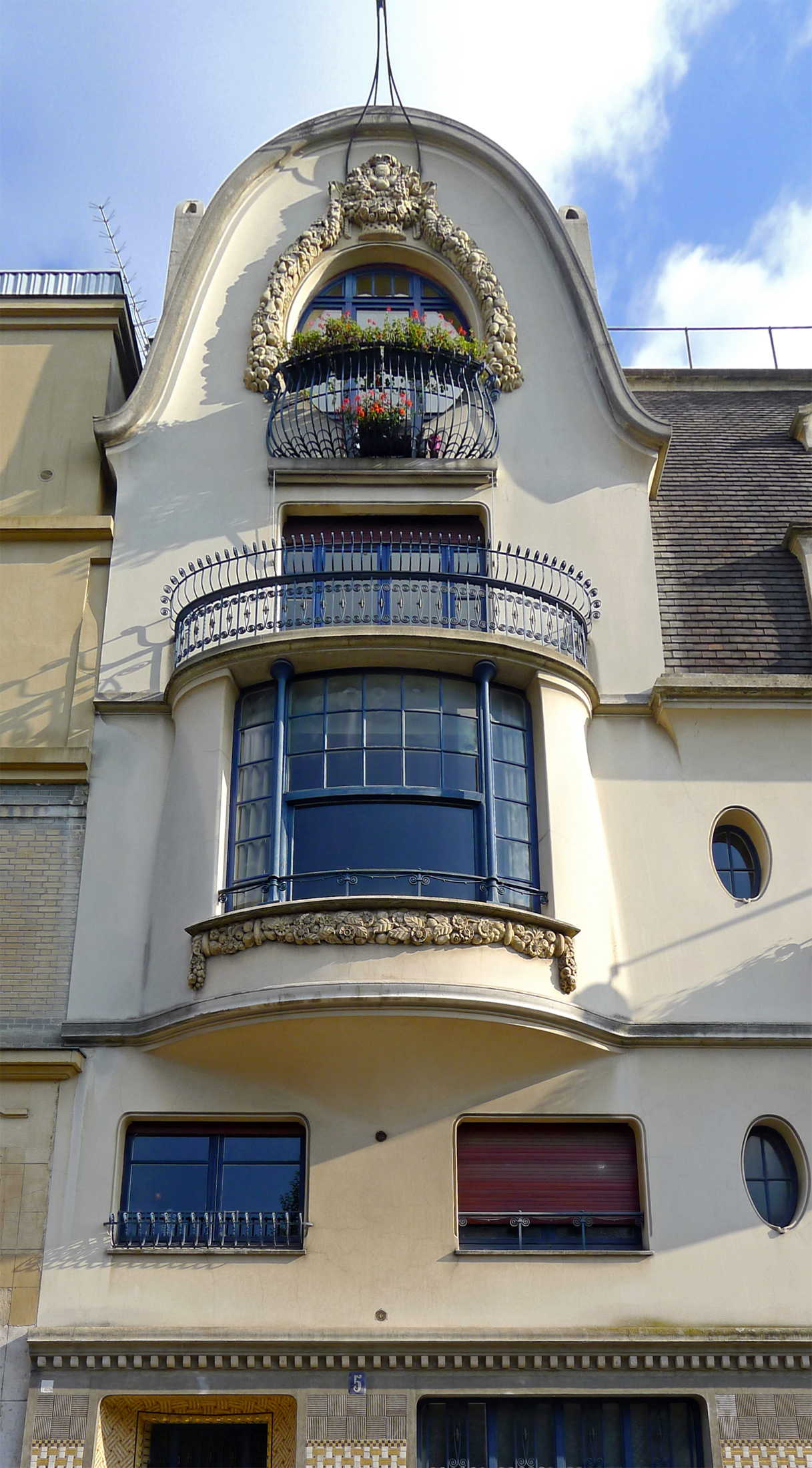
No 5 : maison-atelier Follot
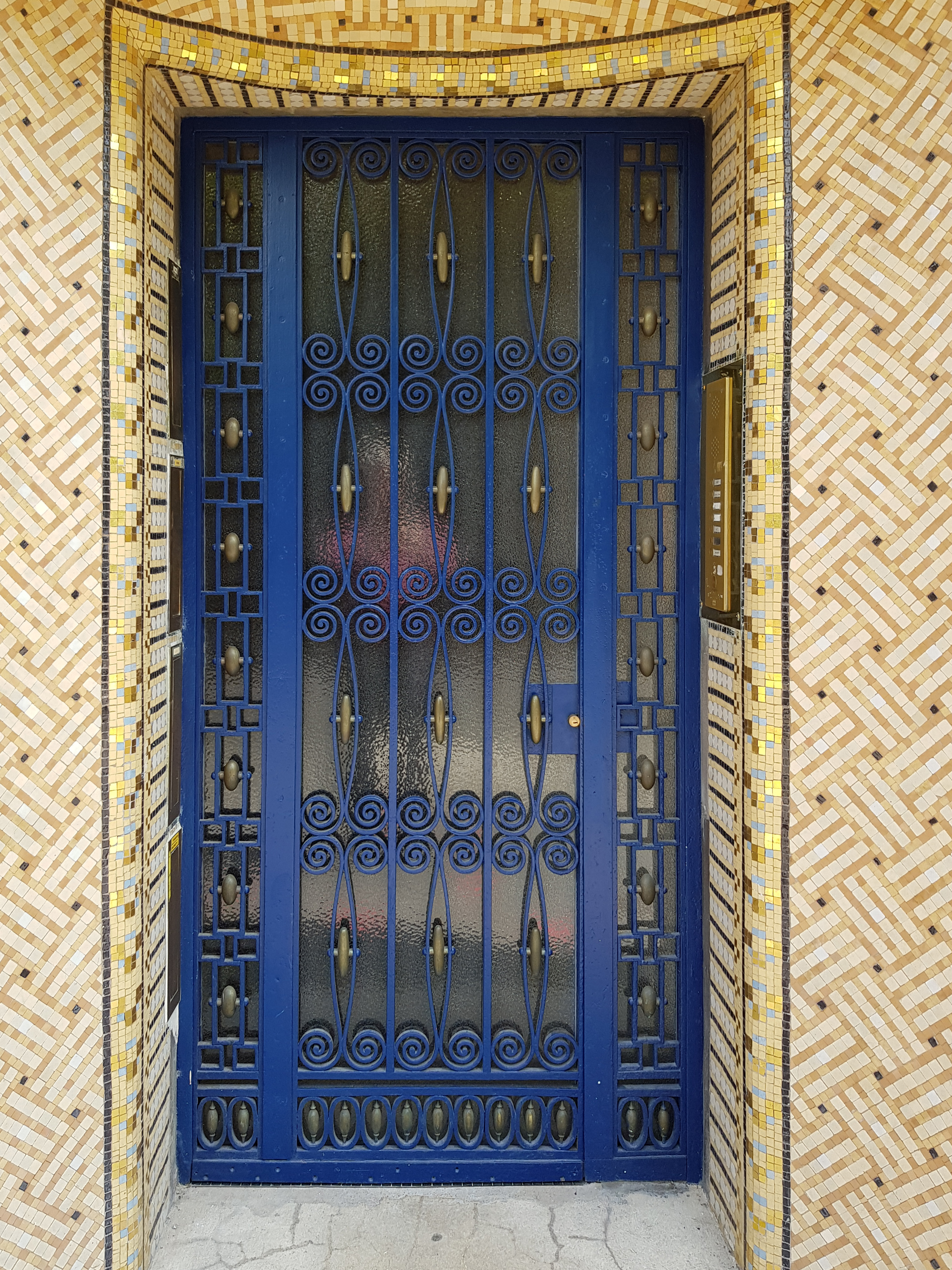
No 5 : porte.
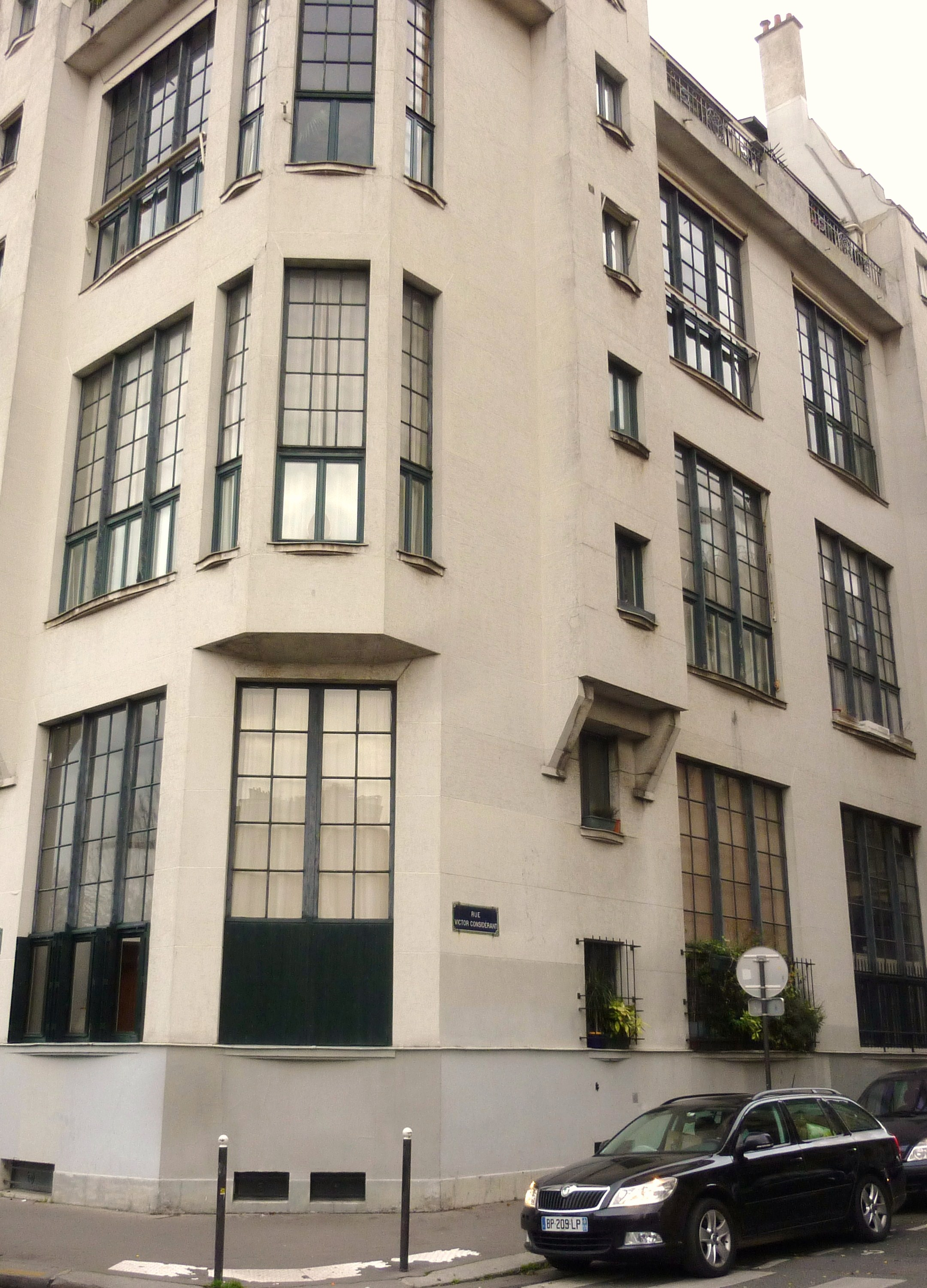
No 11 bis : immeuble de logements-ateliers.

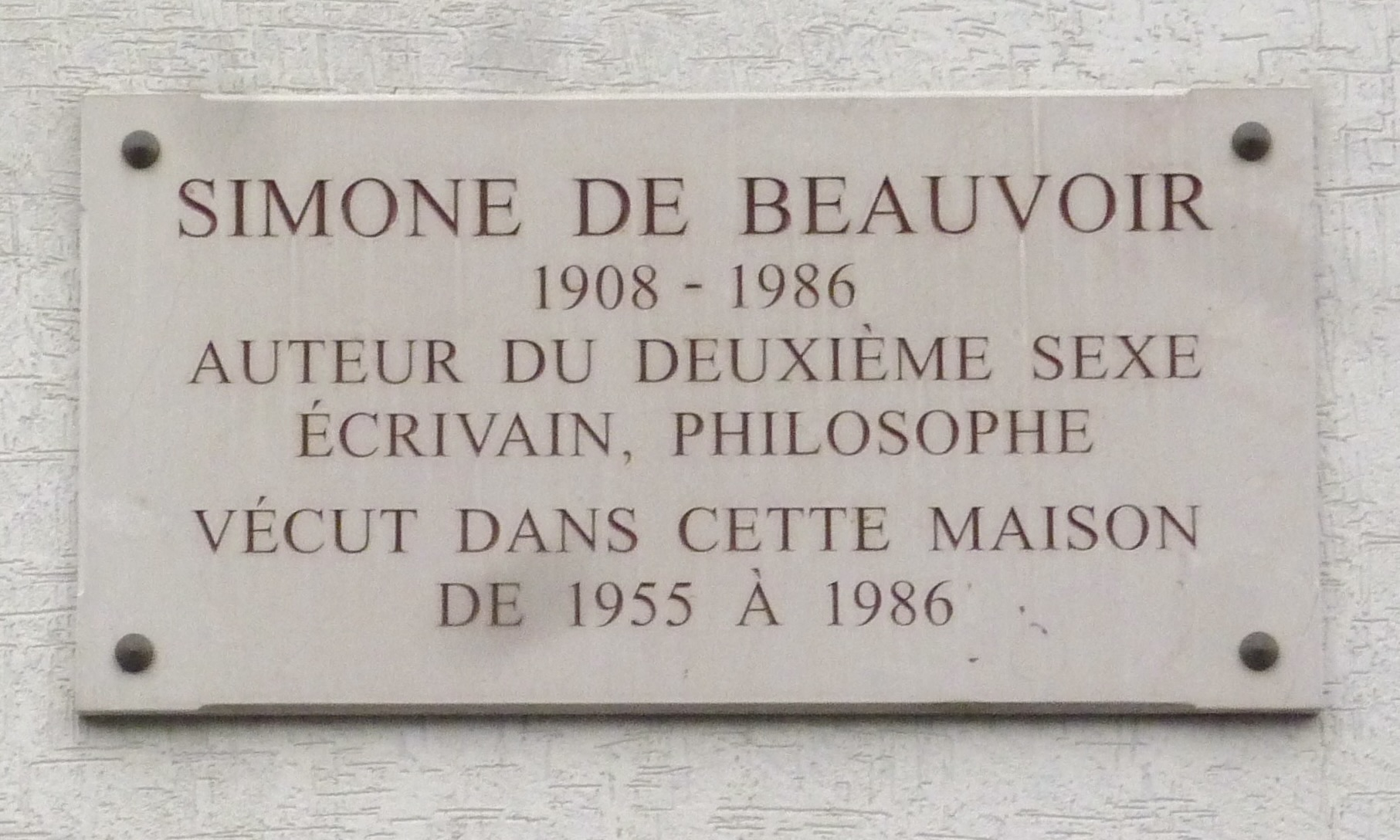
Plaque au no 11.